# مطار كيفة
مطار كيفة (بالإنجليزية: Kiffa Airport)‏ هو مطار داخلي (إياتا: KFA، إيكاو: GQNF)، ويخدم مدينة كيفة بموريتانيا، يبعد عن المدينة بثلاثة كلم، الطاقة الاستيعابية للمطار هي 15 ألف مسافر في السنة.

## تاريخ
أنشئ المطار عام 2001